# Eutrichesis bourgini
Eutrichesis bourgini är en skalbaggsart som beskrevs av Dewailly 1950. Eutrichesis bourgini ingår i släktet Eutrichesis och familjen Melolonthidae. Inga underarter finns listade i Catalogue of Life.